# Медајна (Охајо)
Медајна (енгл. Medina) град је у америчкој савезној држави Охајо.

## Демографија
По попису из 2010. године број становника је 26.678, што је 1.539 (6,1%) становника више него 2000. године.
| Група             | 2000.          | 2010.          |
| Белци             | 23.607 (93,9%) | 24.601 (92,2%) |
| Афроамериканци    | 697 (2,8%)     | 837 (3,1%)     |
| Азијати           | 186 (0,7%)     | 241 (0,9%)     |
| Хиспаноамериканци | 252 (1,0%)     | 480 (1,8%)     |
| Укупно            | 25.139         | 26.678         |